# Udy
Der Udy (russisch У́ды, ukrainisch Уди; auch Уда (Uda)) ist ein  164 km langer, rechter Nebenfluss des Siwerskyj Donez in der russischen Oblast Belgorod und der ukrainischen Oblast Charkiw.
Der Udy entspringt am Südwestrand der Mittelrussischen Platte in der Oblast Belgorod. Er fließt im Oberlauf in südsüdwestlicher Richtung in die Oblast Charkiw. Er durchfließt den kleinen Stausee Rohosjanka und wendet sich nach Osten. Er fließt entlang dem Südrand der Großstadt Charkiw, wo er seinen größten Nebenfluss, den Lopan (Лопань), von links aufnimmt. Der Udy setzt seinen Lauf nach Osten fort und mündet bei Eschar südwestlich von Tschuhujiw rechtsseitig in den Siwerskyj Donez. Der Udy entwässert ein Areal von 3890 km². Der Fluss wird hauptsächlich von der Schneeschmelze gespeist. Der Oberlauf des Udy ist im Winterhalbjahr in der Regel 4½ Monate gefroren. Der mittlere Abfluss (MQ) 42 km oberhalb der Mündung beträgt 11 m³/s.